# Jimmy Page
James Patrick Page, detto Jimmy (Londra, 9 gennaio 1944), è un chitarrista e compositore britannico.
Fondatore del gruppo musicale Led Zeppelin, è definito come uno dei più influenti, importanti e versatili chitarristi e compositori della storia del rock, nel 2010 è stato inserito al secondo posto nella classifica dei cinquanta migliori chitarristi della Gibson, nel 2007 al quarto posto della classifica "100 Wildest Guitar Heroes" di Classic Rock Magazine e al terzo posto nella lista dei cento migliori chitarristi di tutti i tempi di Rolling Stone dietro solamente a Eric Clapton e Jimi Hendrix.
Secondo AllMusic Page è da considerarsi uno dei principali creatori dell'hard rock sebbene lo stesso abbia ribadito più volte di non apprezzare la classificazione della sua musica e di quella dei Led Zeppelin nell'heavy metal.
Sin dall'adolescenza uno dei più richiesti turnisti di tutto il Regno Unito, a inizio carriera militò anche negli Yardbirds, inizialmente al basso, quindi alla chitarra in coppia con Jeff Beck e infine come unico chitarrista solista. In virtù di ciò, è uno fra i pochi musicisti a essere stato introdotto per due volte nella Rock and Roll Hall of Fame.

## Biografia

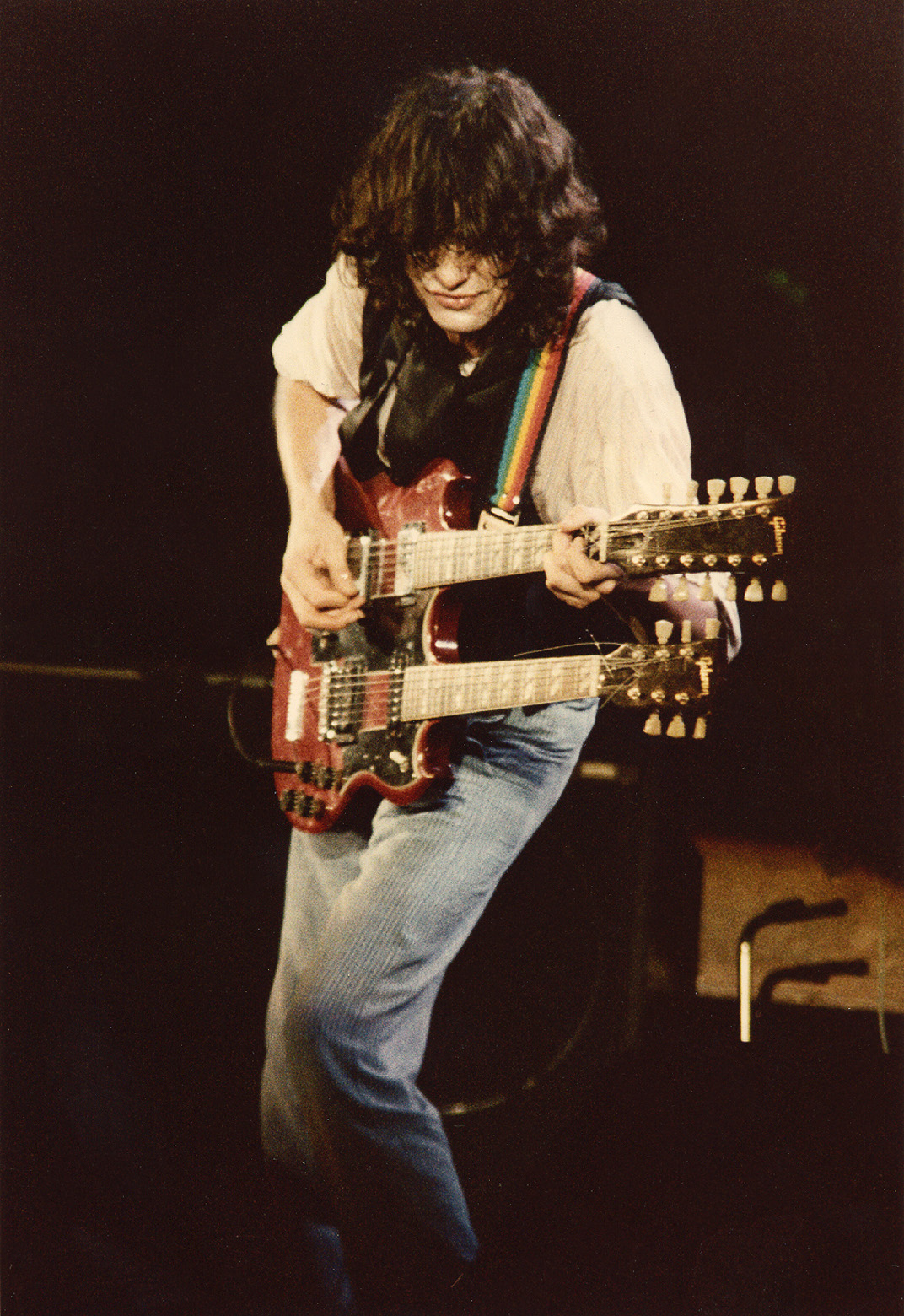
Jimmy Page in concerto nel 1983 con la sua Gibson EDS-1275.

Page nasce a Heston, un distretto di Hounslow (Londra), il 9 gennaio del 1944, figlio di James Patrick Page, un addetto delle risorse umane inglese, e di Patricia Elizabeth Gaffikin, una segretaria inglese di origini irlandesi. Prese in mano la sua prima chitarra all'età di tredici anni.
Le sue influenze sono da ricercarsi principalmente in musicisti rockabilly quali Scotty Moore e James Burton, entrambi chitarristi di Elvis, Paul Burlison del Rock'n'Roll Trio e Johnny Day.
I gusti di Page spaziavano anche al folk di artisti come Bert Jansch e John Renbourn e al blues di Robert Johnson, Elmore James e B.B. King, Freddie King. Lo stile di Jimmy Page è uno stile di diretta derivazione blues, con uso pressoché costante di scale pentatoniche, pur con uno stile compositivo ed esecutivo personale.
All'età di 14 anni Page partecipò al programma TV Search for Stars, una sorta di rassegna finalizzata alla ricerca di giovani talenti, e due anni dopo abbandonò la scuola per dedicarsi alla carriera musicale. Dopo una breve collaborazione con il poeta Royston Ellis e il cantante Red E. Lewis, gli fu chiesto dal cantante Neil Christian di unirsi alla sua band The Crusaders; Page seguì Christian in tournée per due anni e successivamente suonò durante le registrazioni dei suoi dischi, incluso il singolo The Road to Love del novembre 1962. Durante la tournée con Christian, Page si ammalò di mononucleosi infettiva e non poté continuare a spostarsi. Durante la degenza decise di accantonare la carriera musicale e di dedicarsi all'altra sua grande passione: la pittura. Si iscrisse così al Sutton Art College nella contea di Surrey.

### Carriera da turnista (1963-1968)

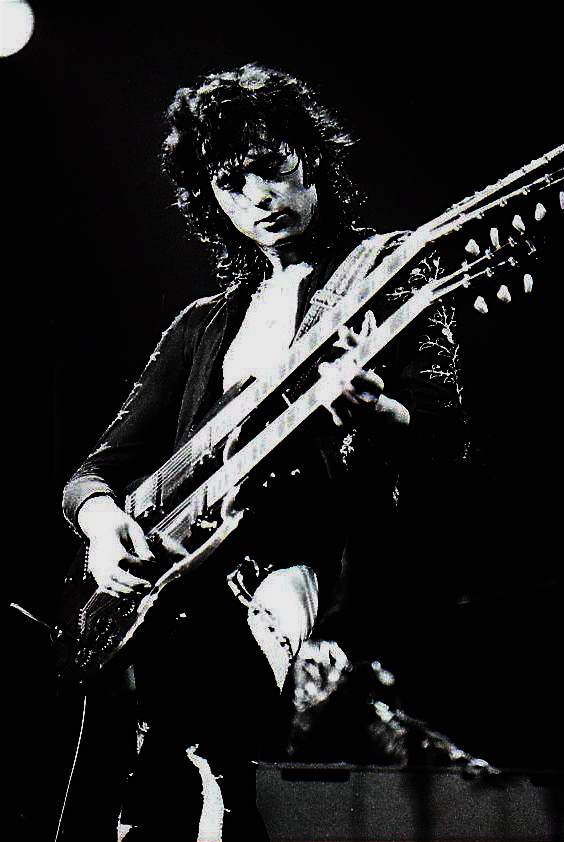
Jimmy Page al Madison Square Garden con i Led Zeppelin.

Mentre era ancora studente, Page continuava spesso a provare e improvvisare con alcune band come la Cyril Davis' All Stars, la Alexis Korner's Blues Incorporated e con chitarristi come Jeff Beck ed Eric Clapton. Venne notato una sera da John Gibb dei Silhouettes che gli chiese di aiutarlo a registrare alcuni singoli per la EMI, tra cui The Worrying Kind: di lì a poco l'offerta di registrazioni in studio avanzatagli da Mike Leander della Decca Records garantì a Page un lavoro regolare come turnista in studio di registrazione. La sua prima registrazione per l'etichetta fu Diamonds, di Jet Harris & Tony Meehan, che arrivò al primo posto nella classifica dei singoli di inizio 1963.
Dopo brevi collaborazioni con Carter-Lewis and the Southerners, Mike Hurst's group e Mickey Finn and the Blue Men si dedicò a tempo pieno al lavoro in studio di registrazione. Sue registrazioni di chitarra sono presenti nei lavori di Marianne Faithfull (As Tears Go By), The Nashville Teens (Tobacco Road), The Rolling Stones (Heart of Stone alternate version), Van Morrison & Them (Baby Please Don't Go e Here Comes The Night), Dave Berry (The Crying Game e My Baby Left Me), nonché in Is It True di Brenda Lee. In questo periodo partecipò anche alla registrazione della colonna sonora composta da George Martin per il primo lungometraggio dei Beatles, il grande successo A Hard Day's Night.
Benvoluto dai produttori Shel Talmy, Page contribuì a Kinks, album di esordio dell'omonima band del 1964, nonostante - diversamente da quanto si possa credere - non abbia eseguito alcuno degli assoli di chitarra; inoltre partecipò alla registrazione del primo singolo degli Who, I Can't Explain anche se è stato ufficialmente confermato che le parti da lui suonate sono poi state eliminate durante il missaggio finale.
Nel 1965 Page venne assunto da Andrew Loog Oldham, manager dei Rolling Stones, in qualità di produttore della neonata etichetta Immediate Records; il nuovo ruolo gli permise di incidere e/o produrre canzoni di John Mayall, Nico, Chris Farlowe ed Eric Clapton.
Page ebbe anche una breve collaborazione con Jackie DeShannon per la scrittura di canzoni, poi trasformatasi in relazione amorosa.
Fu in questo periodo che incise una propria cover della ballata folk di Pete Seeger The Bells of Rhymney
Nel tardo 1964 a Page venne offerta la possibilità di sostituire Eric Clapton negli Yardbirds, ma declinò l'offerta per la lealtà che riservava allo stesso Clapton.
Nel febbraio 1965 Clapton lasciò gli Yardbirds, e a Page fu ufficialmente offerto il posto di Clapton; Page era tuttavia riluttante ad abbandonare la lucrosa attività di solista, per cui suggerì l'amico Jeff Beck.
Durante il maggio 1966 il batterista Keith Moon, il bassista John Paul Jones, il tastierista Nicky Hopkins, Jeff Beck e Page registrarono Beck's Bolero negli studi londinesi IBC Studios. L'esperienza di quel giorno suggerì a Page di formare una band con John Entwistle al basso (invece di Jones): tuttavia la mancanza di un cantante adatto e vari problemi contrattuali imposero un fermo al progetto. Appare in una scena del film di Michelangelo Antonioni "Blow Up" del 1966 mentre suona il basso in un locale con gli Yardbirds.
Entro poche settimane a Page fu nuovamente offerto un posto negli Yardbirds: il chitarrista decise stavolta di mettersi in gioco anche se il posto da coprire era quello del bassista.
Passato alla chitarra insieme con Beck, con Chris Dreja nel ruolo di bassista, la band si trovò nella singolare circostanza di detenere due assolute primedonne nel ruolo di solista; il potenziale artistico-musicale di questa formazione fu tuttavia minato da continui conflitti interpersonali e dallo scarso successo commerciale.
Nonostante la rottura quasi istantanea con Jeff Beck e l'abbandono da parte di Keith Relf e Jim McCarty nel 1968, Page volle portare avanti il gruppo con una nuova formazione. Dopo che Keith Moon venne a sapere che Keith Relf e Jim McCarty avevano lasciato la band, dichiarò che il gruppo sarebbe precipitato come un palloncino di piombo (go down like a lead balloon), suggerendo il nuovo nome della band: Led Zeppelin (dove lead fu semplificato in led per evitare confusioni di pronuncia).

### Led Zeppelin (1968-1980)
(Brian May, Queen)

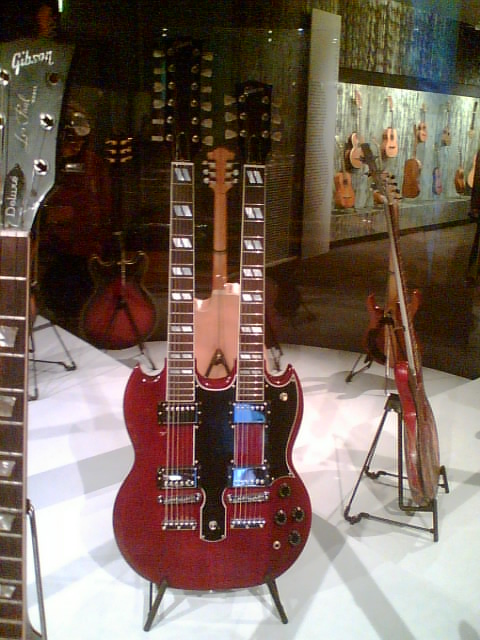
La chitarra a doppio manico Gibson EDS-1275, divenuta celebre dopo che Page la usò in concerto sul brano Stairway to Heaven.

Con i Led Zeppelin fu protagonista di un successo planetario. Nel duplice ruolo di chitarrista e produttore discografico fu uno dei principali esponenti del sound rock di quell'epoca, basato principalmente sull'unione di una Gibson Les Paul e un amplificatore Marshall. Per la registrazione del primo disco dei Led Zeppelin invece Page preferì usare un amplificatore Supro e una Fender Telecaster.
L'utilizzo di distorsione (Whole Lotta Love, Dazed and Confused, Immigrant Song), slide (You Shook Me, In My Time of Dying), chitarre acustiche (Over the Hills and Far Away, Ramble On) e particolari tecniche di registrazione, fecero dei Led Zeppelin il prototipo di numerose rock band successive.
Il particolare assolo della canzone Heartbreaker ad esempio è stato citato da Eddie Van Halen come ispiratore della sua tecnica tapping, da quando li vide in concerto al Forum di Los Angeles nel 1972. Eddie Van Halen infatti pensò che alcune parti di chitarra di quella canzone sarebbero state più semplici da eseguire suonandone alcune note direttamente sulla tastiera della chitarra con la mano destra (trovata geniale che di fatto diede il via alla popolarizzazione della antica, ma poco nota, tecnica del tapping).
Page diffuse anche la tecnica, inventata da Eddie Phillips dei Creation, di utilizzare un archetto di violino per pizzicare le corde e la usò in canzoni come Dazed and Confused e How Many More Times. Il suo assolo nella famosa Stairway to Heaven è stato votato dai lettori del giornale Guitar World come il più grande assolo di chitarra di tutti i tempi (greatest guitar solo of all time).

### Carriera successiva ai Led Zeppelin (1980-oggi)
I Led Zeppelin si sciolsero nel 1980 dopo la morte del batterista John Bonham. Dopo due anni di pausa, Jimmy pensò di formare un nuovo supergruppo con ex membri delle band Yes, Chris Squire e Alan White, ma l'iniziativa non ebbe seguito. Fece uno splendido ritorno nel 1983 alla Royal Albert Hall per lARMS Concert (Associazione di ricerca per la sclerosi multipla), un concerto a scopo benefico, durante questo strepitoso concerto parteciparono e suonarono assieme a lui Eric Clapton e Jeff Beck. Page contattò poi Roy Harper per la realizzazione di un album e qualche concerto, suonando un repertorio principalmente acustico in vari festival del folk. Nel 1984, Page registrò con Plant sotto il nome di The Honeydrippers. Seguirono vari altri progetti rock come The Firm, con Paul Rodgers, un lavoro in studio per Graham Nash, Box of Frogs, un album solista, Outrider, una collaborazione con David Coverdale in Coverdale/Page e un tour con i Black Crowes documentato da un disco dal vivo. Inoltre collaborò con il regista Michael Winner per registrare varie colonne sonore nel 1982 e nel 1985 per Il giustiziere della notte II e III.
I Led Zeppelin si riformarono momentaneamente nel 1985 per il Live Aid con Phil Collins e Tony Thompson che sostituivano Bonham alla batteria. Comunque la band considerò la propria esibizione sottotono e rifiutò di farla incidere su DVD nell'edizione commemorativa ad un ventennio dallo show.
Nel 1994 Page e Plant suonarono per la serie MTV Unplugged. Lo speciale di 90 minuti, fu uno dei più grandi successi nella storia della stessa rete televisiva. Ne venne fuori un disco intitolato No Quarter con canzoni riarrangiate dal repertorio Zeppelin più City Don't Cry, Yallah (o The Truth Explodes), Wonderful One e Wah Wah. Dopo il grande successo del tour nel 1995, Page e Plant registrarono Walking into Clarksdale, il loro secondo album insieme dopo il 1979. Page è sempre stato un membro dei Led Zeppelin aperto alla possibilità di riunificarsi.
Dal 1990 ha lavorato molto per rimasterizzare l'intero repertorio dei Led Zeppelin e ha partecipato a vari concerti di beneficenza; in particolare si è speso per l'Action for Brazil's Children Trust (ABC Trust), fondato da sua moglie Jimena Gomez-Paratcha nel 1998, la quale offre supporto medico e psicologico, cibo, vestiario e formazione professionale ai bambini brasiliani in condizioni disagiate.

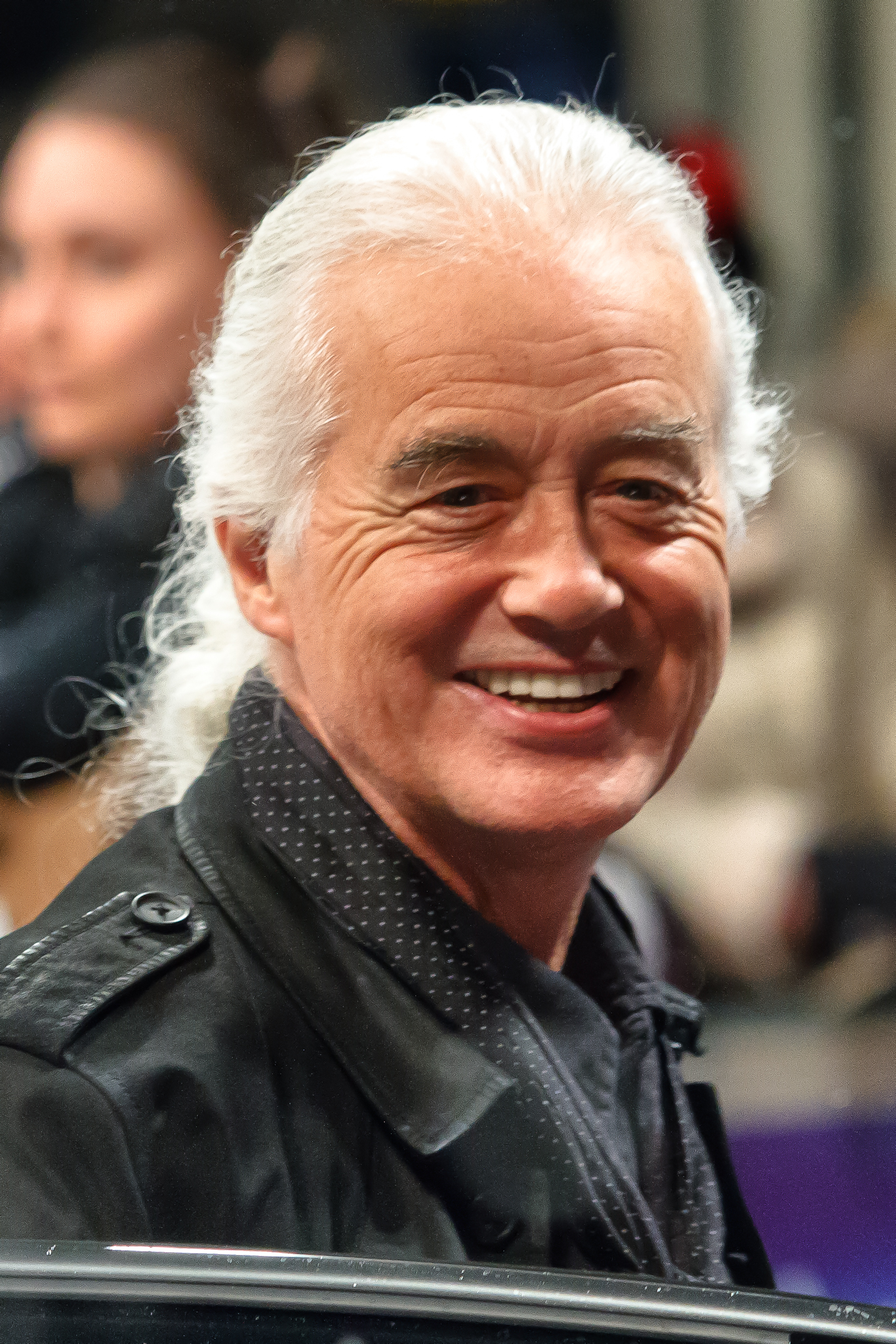
Jimmy Page nel 2013

Nel 2005, Page è stato insignito con l'OBE Order of the British Empire in riconoscimento al suo continuativo lavoro di beneficenza;

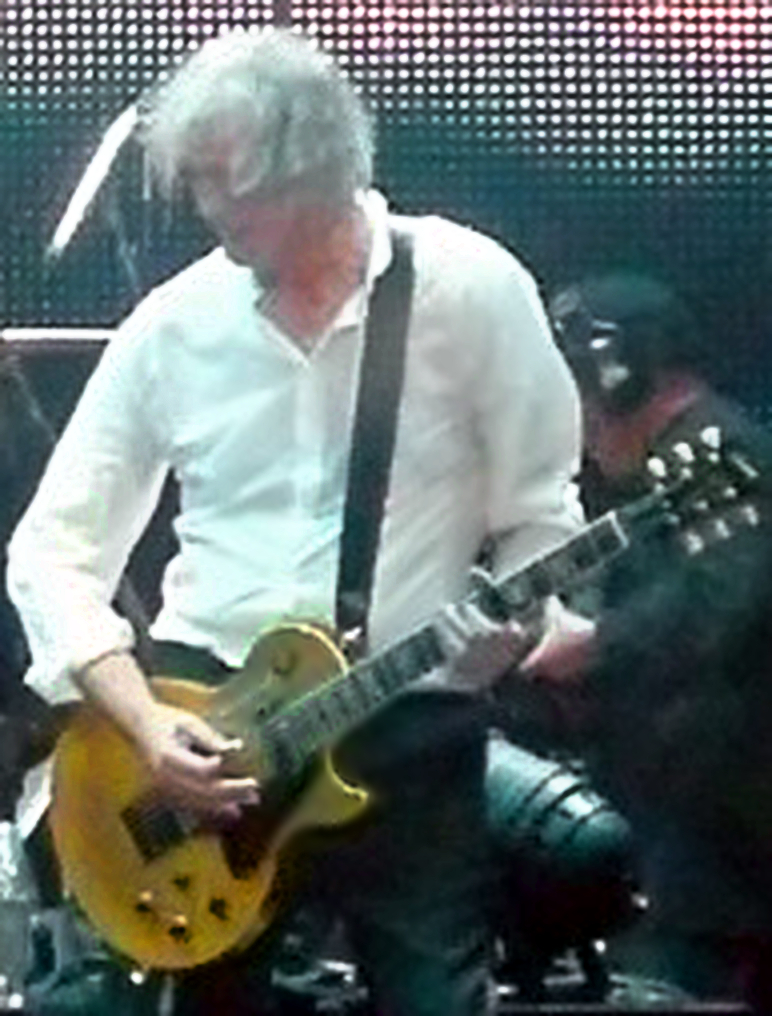
Jimmy Page nel 2007

per questo stesso motivo, poco tempo dopo, gli è stata anche conferita la cittadinanza onoraria di Rio de Janeiro. Nel 2008 suonò alla cerimonia di chiusura delle Olimpiadi di Pechino il brano Whole Lotta Love, cantato, per l'occasione, da Leona Lewis. Nel 2009 esce il film-documentario It Might Get Loud dedicato al ruolo della chitarra sotto i punti visti di tre chitarristi rock di tre generazioni differenti: lo stesso Jimmy Page è affiancato da The Edge degli U2 e Jack White degli The White Stripes, The Raconteurs e The Dead Weather.
In un'intervista rilasciata a Sky news nel dicembre del 2009, Page afferma di voler tornare a suonare sul palco, ha tentato più volte di convincere Robert Plant e John Paul Jones a riformare i Led Zeppelin ma i due paiono disinteressati visto che Plant si sta occupando di un nuovo album con Alison Krauss mentre Jones è impegnato con la sua nuova band Them Crooked Vultures.
Ad oggi sono innumerevoli i chitarristi tra i cui principali ispiratori figura il nome di Page, appartenenti al mondo del rock-blues ma non solo: Johnny Ramone dei Ramones, Joe Perry degli Aerosmith, John Frusciante dei Red Hot Chili Peppers, Angus Young degli AC/DC, Brian May dei Queen, The Edge degli U2, il chitarrista dei Guns N' Roses, Slash, Tom Morello dei Rage Against the Machine, Noel Gallagher degli Oasis e Richie Sambora dei Bon Jovi.
Oltre a questi, le innumerevoli innovazioni chitarristiche introdotte da Page sono state la base di formazione per la maggior parte dei chitarristi metal moderni, tra cui Eddie Van Halen, Dave Murray ed Adrian Smith degli Iron Maiden, John Petrucci dei Dream Theater, Yngwie Malmsteen, Steve Vai, Joe Satriani, Kirk Hammett e James Hetfield dei Metallica.
Anche chitarristi italiani come Andrea Braido e Maurizio Solieri (entrambi chitarristi di Vasco Rossi), Dodi Battaglia dei Pooh e Alex Britti hanno dichiarato in più occasioni l'influenza del suo stile.

## Vita privata, interessi e relazioni personali

### Problemi di droga
Jimmy Page ha ammesso l'uso di droghe pesanti già dagli anni settanta. In un'intervista alla rivista Guitar World nel 2003 ha dichiarato:  
Dopo il tour negli Stati Uniti d'America nel 1973 Page parlò con Nick Kent:
Nel 1975, Page ha cominciato a usare l'eroina, fatto attribuito a Richard Cole, il quale ha dichiarato che lui e Page assumevano eroina assieme durante le sessioni di registrazione dell'album Presence in quell'anno, e che poco dopo Page gli confessò di esserne diventato dipendente.
Nel Led Zeppelin tour del 1977 negli Stati Uniti d'America, la dipendenza di Page dall'eroina stava iniziando ad ostacolare la sua performance live. In questo periodo il chitarrista aveva perso una notevole quantità di peso. La sua apparizione sul palco non è stato l'unico cambiamento evidente: l'uso di droghe causò una serie di litigi all'interno del gruppo, in particolare con Robert Plant, il quale probabilmente non gradiva le sue prestazioni durante i concerti. Durante le sessioni di registrazione di In Through the Out Door nel 1978, Page diminuì notevolmente l'influenza sull'album (al contrario del bassista John Paul Jones) e ciò è in parte attribuito alla sua dipendenza da eroina, che ha causato una lunga assenza in sala di registrazione.
In un'intervista del 1988 con la rivista Musician, Page si è offeso quando l'intervistatore ha osservato che l'eroina era stata associata per anni al suo nome, e ha insistito dicendo: "Ti sembro un eroinomane?? Beh, non lo sono. Grazie tante.".

### Relazioni personali
Charlotte Martin è stata la partner di Jimmy Page dal 1970 al 1982.
Dal matrimonio è nata Scarlet Page (24 marzo 1971), famosa fotografa. Nel corso della carriera, Jimmy Page ha avuto relazioni con famose groupies come Pamela Des Barres, Bebe Buell e Lori Maddox. Dal 1986 al 1995 Page ha avuto una relazione con Patricia Ecker, da cui ha avuto un figlio, James Patrick Page III (1988).
Dopo il divorzio con Patricia Ecker, Jimmy Page si è sposato con Jimena Gomez-Paratcha.
Hanno tre figli, Jana (nata nel 1994), Zofia Jade (nata nel 1997) e Ashen Josan (nato nel 1999).

### Occultismo e Aleister Crowley
Page fu molto affascinato dal poeta, romanziere, artista e occultista Aleister Crowley. Egli ha impresso il motto di Crowley, Do What Thou Wilt So Mete It Be (Fa' ciò che vuoi così potrai essere), sulla matrice del primo lato dell'album Led Zeppelin III, e ha comprato Boleskine House, la villa di campagna dello stesso Crowley situata sulle rive del Loch Ness.
Alla pubblicazione del quarto album, alcune voci affermavano che la canzone Stairway To Heaven contenesse messaggi satanici se ascoltata al contrario.
Ciò che incuriosì particolarmente il pubblico al riguardo dei rapporti di Page con l'occulto furono i quattro piccoli simboli apparsi come titolo del quarto album dei Led Zeppelin, ognuno rappresentante un membro della band. Spesso nei tour successivi alla pubblicazione dell'album egli indossava vari simboli zodiacali cuciti sui propri vestiti (Capricorno, Scorpione e Cancro che probabilmente sono rispettivamente il suo segno solare, ascendente e segno lunare) così come il cosiddetto simbolo ZoSo.
Quest'ultimo stimolò la curiosità di numerosi fan che si adoperarono nel tentativo di scoprire cosa significasse. Esso potrebbe essere sia un simbolo astrale riguardante sempre uno dei suoi segni oppure una lettera dell'alfabeto per stipulare patti con il Demonio. Celebre è anche l'aneddoto che vide coinvolto Page con il regista underground Kenneth Anger (anch'egli seguace di Crowley). Anger aveva incaricato il musicista di comporre la colonna sonora di Lucifer Rising all'inizio degli anni '70. In seguito aveva licenziato Page giudicando la sua composizione "inascoltabile" e accusandolo pubblicamente di essere dipendente dall'eroina. Page dal canto suo affermò di aver non soltanto composto la colonna sonora ma anche di aver aiutato Anger permettendogli di utilizzare le sue attrezzature per montare il film (in cui appare brevemente). Altre voci parlano di un diverbio tra la moglie di Page e il regista, che aveva soggiornato con loro nella villa di Crowley in Scozia ed era stato successivamente cacciato.

## Discografia

### Album in studio
- 1988 - Outrider

### Con gli Yardbirds
- 1967 - Little Games
- 1971 - Live Yardbirds: Featuring Jimmy Page
- 1972 - Blue Eyed Blues
- 2001 - Ultimate!

### Post Led Zeppelin
| Anno | Titolo                                                  | Autore e Note                                                                                 | Posizione                            | Posizione                | RIAA    |
| Anno | Titolo                                                  | Autore e Note                                                                                 | Bandiera degli Stati Uniti d'America | Bandiera del Regno Unito | RIAA    |
| ---- | ------------------------------------------------------- | --------------------------------------------------------------------------------------------- | ------------------------------------ | ------------------------ | ------- |
| 1982 | Il Giustiziere della Notte II - OST                     | Colonna Sonora                                                                                | 50                                   | 40                       | /       |
| 1984 | The Honeydrippers: Volume One                           | chitarra solista in "Sea of Love" and "I Get a Thrill"                                        | /                                    | /                        | /       |
| 1984 | No Introduction Necessary                               | sessione di registrazione con John Paul Jones ed Albert Lee risalente al 1968                 | /                                    | /                        | /       |
| 1985 | Whatever Happened to Jugula?                            | con Roy Harper                                                                                | /                                    | 20                       | /       |
| 1985 | Scream For Help                                         | John Paul Jones; Page compare nei brani "Spaghetti Junction" and "Crackback".                 | /                                    | /                        | /       |
| 1985 | The Firm                                                | gruppo comprendente Paul Rodgers, Tony Franklin e Chris Slade.                                | 17                                   | 15                       |         |
| 1986 | Mean Business                                           | con i The Firm                                                                                | 22                                   | 46                       | /       |
| 1986 | Strange Land                                            | con i Box Of Frogs                                                                            | /                                    | /                        | /       |
| 1988 | Outrider                                                | primo disco solista                                                                           | 26                                   | 27                       | /       |
| 1993 | Coverdale•Page                                          | album in coppia con David Coverdale                                                           | 5                                    | 4                        | Platino |
| 1994 | No Quarter: Jimmy Page and Robert Plant Unledded (Live) | MTV Unplugged                                                                                 | 4                                    | /                        | /       |
| 1998 | Walking into Clarksdale                                 | album in coppia con Robert Plant                                                              | 8                                    | 3                        | Oro     |
| 2000 | Live at the Greek (Live)                                | con i Black Crowes; doppio CD dal vivo con materiale dei Led Zeppelin e vecchi classici blues | 64                                   | /                        | Oro     |
| 2006 | Last Man Standing                                       | disco di Jerry Lee Lewis; Page suona la chitarra nella cover di Rock And Roll                 | 8                                    | 3                        | /       |

## Filmografia
- Led Zeppelin DVD, regia di Joe Massot, Peter Clifton, Stanley Dorfman (2003
- It Might Get Loud, regia di Davis Guggenheim (2008) - se stesso (documentario musicale con The Edge e Jack White)